# Mark Skolnick
Mark Henry Skolnick  (* 28. Januar 1946 in Temple (Texas)) ist ein US-amerikanischer Molekular- und Humangenetiker.

## Leben
Skolnick studierte Wirtschaftswissenschaften, Demographie und Anthropologie an der University of California, Berkeley, mit dem Bachelor-Abschluss 1968 und wurde 1975 an der Stanford University in Genetik promoviert. Danach war er an der University of Utah. Damals befasste er sich mit Bevölkerungsentwicklung und Humangenetik, wobei er sich auch der Vererbung von Krebs zuwandte. Ab 1974 war er Assistant Research Professor an der University of Utah und ab 1976 Assistant Professor (Department of Medical Biophysics and Computation). 1977 wurde er Direktor der Abteilung Gesundheit des Utah State Department of Social Services und war außerdem ab 1978 Adjunct Professor an der University of Utah in der Fakultät für Biologie. Ab 1978 war er außerdem in der Epidemiologie-Gruppe des National Cancer Institute.
Mit seiner Gruppe entwickelte er die für das Human Genome Project, Genkartierung und zum Beispiel genetische Fingerabdrücke wichtige Methode der Restriction Fragment Length Polymorphisms (RFLPs), veröffentlicht in einer hochzitierten Arbeit. Damit kartierte er krankheitsverursachende Gene wie das für das Alport-Syndrom.
Bekannt ist er für die erste Gensequenzierung der Brustkrebs verursachenden Gene BRCA1 und BRCA2, womit er der Gruppe von Mary-Claire King, die diese Gene entdeckte, sowie weiteren Gruppen in einem harten Wettbewerb zuvorkam. 1994 verkündete seine Gruppe die Lokalisierung des Gens BRCA1 und 1997 erhielten sie ein Patent. Sie isolierten auch als Erste das Gen von BRCA2 und erhielten 2001 ein Patent.
Er ist der Gründer (1990)  der Firma Myriad Genetics in Salt Lake City, die sich mit Gendiagnostik befasst, insbesondere durch Untersuchung der verwandtschaftlich gut dokumentierten Mormonen.